# بيتر بي كلاسن
بيتر بي كلاسن (بالإسبانية: Peter P. Klassen)‏ هو مؤرخ وكاتب ومؤلف باراغواياني، ولد في 1926 في Chortitza Colony ‏، وتوفي في 29 يوليو 2018.